# R243 (Russland)
Die R243 ist eine Fernstraße in Russland.
Die Straße beginnt in der Stadt Kostroma und führt in östlicher Richtung über Kotelnitsch und Kyrow über die Wjatka nach Perm. Sie ist ein Teil der Europastraße E22. Die R243 ist in der Nähe von Perm als autobahnähnliche Straße und zwischen Perm und Berschetskoje als Autobahn ausgebaut. 
Die seit 2016 ausgewiesene Fernstraße R243 wurde mit der Verfügung vom 1. November 2023 nach Atschit verlängert. Grund für die Verlängerung ist, dass die R242 zwischen Perm und Jekaterinburg aus dem föderalen Fernstraßennetz gestrichen wurde und die R242 zwischen Atschit und Jekaterinburg in die M12 übergegangen ist. Ebenso wurden die A153 von Karagai nach Kudymkar und die M7 von Jelabuga nach Perm aus dem föderalen Fernstraßennetz gestrichen und an die R243 angeschlossen.